# Malacologia (revista)
Malacologia es una revista estadounidense de malacología revisada y arbitrada. Fue fundada en 1962 por el Ann Arbor, Institute of Malacology y auspiciada por el Field Museum de Chicago. La revista publica artículos en los campos de la sistemática de moluscos, ecología, ecología de poblaciones, genética, genética molecular, evolución y filogenia
La revista se especializa en la publicación de documentos largos y monografías. La revista publica por lo menos una, a veces dos volúmenes de 400 páginas al año, que puede consistir en uno o dos temas. De acuerdo con el Journal Citation Reports, su factor de impacto 2010 es 1024. Según esta fuente Malacologia es la  66.ª de 145 revistas que aparecen en la categoría de «Zoología».